# Ian Holm
Ian Holm, ursprungligen Ian Holm Cuthbert, född 12 september 1931 i Goodmayes i Redbridge, London (i dåvarande Essex), död 19 juni 2020 i London, var en brittisk skådespelare. Holm är känd från många teaterpjäser och filmer, däribland Ash i Alien (1979), Sam Mussabini i Triumfens ögonblick (1981), Vito Cornelius i Det femte elementet (1997), rösten till Skinner i Råttatouille (2007) samt som Bilbo Baggins i Sagan om ringen-filmserien (2001–2003) och Hobbit-filmserien (2012–2014).

## Biografi
Ian Holm föddes i Goodmayes, som numera tillhör London, av skotska föräldrar. Hans far var psykolog och hans mor var sjuksköterska. Holm gick i skolan på Chigwell School. 1949 fick Ian Holm en plats vid Royal Academy of Dramatic Art. Hans teaterstudier avbröts av militärtjänstgöring i Klagenfurt i Österrike. Holm utexaminerades från Royal Academy of Dramatic Art 1953. 
Holm spelade länge teater på Royal Shakespeare Company, bland annat som Romeo, Henrik V, Puck och Troilus. Han spelade även Richard III i BBC:s filmatisering Rosornas krig från 1965. Han följde upp med filmer som Oh, vilket makalöst krig (1969), Maria Stuart – drottning av Skottland (1971) och Churchills äventyrliga ungdom (1972). 1967 mottog han en Tony Award för rollen som Lenny i Harold Pinters The Homecoming.
Under 1960-talet valde Ian Holm att söka sig till filmindustrin i USA. Han belönades med en BAFTA Award (British Film Academy Award) för sin debutfilm The Bofors Gun 1968. Ett genombrott i Hollywood följde 1979 när Holm var med i Ridley Scotts Alien. Holm fick även pris vid filmfestivalen i Cannes 1981 för sin roll som Sam Mussabini i Triumfens ögonblick (1981) och för sin roll nominerades han till en Oscar för bästa manliga biroll. I amerikanska TV-produktioner har Holm bland annat spelat Napoléon Bonaparte, Heinrich Himmler och Joseph Goebbels. Han var även med i Terry Gilliams filmer Time Bandits (1981) och Brazil (1985). 
Ian Holm adlades 1998.

## Filmografi
- 1962 – The Cherry Orchard (TV-film)
- 1968 – The Bofors Gun
- 1968 – Fixaren
- 1969 – Oh, vilket makalöst krig
- 1970 – A Severed Head
- 1971 – Nikolaus och Alexandra
- 1971 – Maria Stuart - drottning av Skottland
- 1972 – Churchills äventyrliga ungdom
- 1973 – Hemkomsten
- 1974 – Juggernaut
- 1976 – Robin Hood – äventyrens man
- 1976 – Shout at the Devil
- 1977 – March or Die
- 1977 – Jesus från Nasaret (TV-serie)
- 1978 – Förintelsen (TV-serie)
- 1978 – Les Misérables
- 1979 – Alien
- 1979 – På västfronten intet nytt
- 1979 – S.O.S. Titanic
- 1981 – Triumfens ögonblick
- 1981 – Time Bandits
- 1982 – The Bell (TV-serie)
- 1982 – The Return of the Soldier
- 1984 – Greystoke: Legenden om Tarzan, apornas konung
- 1985 – Dreamchild
- 1985 – Wetherby
- 1985 – Brazil
- 1985 – Dance with a Stranger
- 1988 – En annan kvinna
- 1989 – Henrik V
- 1990 – Hamlet
- 1991 – Den nakna lunchen
- 1991 – Kafka
- 1992 – Blue Ice
- 1992 – Pojken och lånarna (Miniserie)
- 1993 – The Hour of the Pig
- 1994 – Mary Shelley's Frankenstein
- 1994 – Den galne kung George
- 1996 – Big Night
- 1996 – Loch Ness
- 1997 – A Life Less Ordinary
- 1997 – Det femte elementet
- 1997 – Ljuva morgondagen
- 1997 – Night Falls on Manhattan
- 1998 – Farlig identitet (ej krediterad)
- 1999 – Djurfarmen (röst)
- 1999 – eXistenZ
- 1999 – Wisconsin Death Trip (röst)
- 2000 – Miraklernas man (röst)
- 2000 – Joe Goulds hemlighet
- 2000 – Bless the Child
- 2000 – The Last of the Blonde Bombshells
- 2001 – Kejsarens nya kläder
- 2001 – From Hell
- 2001 – Sagan om ringen
- 2003 – Sagan om konungens återkomst
- 2004 – Garden State
- 2004 – The Day After Tomorrow
- 2004 – The Aviator
- 2005 – Strangers with Candy
- 2005 – Chromophobia
- 2005 – Lord of War
- 2006 – Renaissance (röst)
- 2006 – O Jerusalem
- 2006 – The Treatment
- 2007 – Råttatouille (röst)
- 2009 – 1066: The Battle for Middle Earth (röst)
- 2012 – Hobbit: En oväntad resa
- 2014 – Hobbit: Femhäraslaget